# Adonisea persimilis
Adonisea persimilis là một loài bướm đêm trong họ Noctuidae.